# 我的故事：荒野中的正义
《我的故事：荒野中的正义》（英語：My Story: Justice in the Wilderness），是由曾经担任马来西亚总检察长的汤米·汤姆斯撰写的一本个人自传，内容描述汤米·汤姆斯的童年成长到他成为执业律师，之后到担任马来西亚总检察长的心路历程，并揭露任内许多政坛和司法界的内幕。該書於2021年1月30日出版。

## 主要内容
述汤米·汤姆斯在書中介绍了自己的个人成长经历、律師生涯及担任马来西亚总检察长短短20个月的心路历程，并提出了自己对马来西亚联邦宪法、法律、政治与历史的见解和推论。书中也描述了他任总检察长一職處理的一个马来西亚发展有限公司丑闻（1MDB）、前首相纳吉·阿都拉萨的SRC案审讯、高盛集团的赔偿谈判、淡米尔之虎案件、殉职的消防员莫哈末阿迪、女朗阿尔丹杜雅·沙丽布谋杀案等事迹。書中亦談及种族主义、国家元首与统治者、其自身辞职的原由和希盟政府倒台前的内部细节。
书中除了序言之外，共有49个节章，长达573页。

## 评价

### 正面评价
- 马来西亚律师公会前主席杨映波赞扬汤米·汤姆斯的自传就像一颗紫色洋葱，可让读者一层又一层打开，并发现和品味书中内容。杨映波指出，汤米·汤姆斯出版的新书也唤醒国内领袖和公务员，应该将责任摆在权力之上，唯有正确地履行职责，才能赢得社会的尊敬[2]。
- 民主行动党元老廖金华形容汤米·汤姆斯的自传是一部历册，让读者看清楚当官者的自私自利、包藏祸心、虚与委蛇、是非颠倒、道德城信，一概不究。他亦表示社会大众若要活得更清醒，就要阅读汤米汤姆斯的自传[3]。

### 负面评价
该书籍因作者汤米·汤姆斯的个人观点、疑似違反职业道德和公布政府内部细节引起非议。
- 马来西亚前首相纳吉·阿都拉萨指控湯米僅靠阿尔丹杜雅·沙丽布谋杀案两名相关人员的口供，就推论和影射他與該謀殺案有關、構成诽谤性陈述，並要求汤米撤销有关内容和公开道歉，亦要求他赔偿1000万令吉的名誉损失[4]。
- 马来西亚国会下议院议长阿兹哈阿伦驳斥湯米在书中怪罪他否决希盟政府时期修改选举法令的计划，也反指汤米本身无法胜任修改工作，就不应怪罪别人[5]。
- 司法及法律服务官员协会（JALSOA）批评，汤米汤姆斯自传内容充满恶意，而且侮辱所有司法官员[6]。
- 马来西亚前第三律政司莫哈末·哈纳菲·扎卡里亚（Mohamad Hanafiah Zakaria）指控汤米·汤姆斯的书籍有关一马公司案的内容损害了他担任副检察长33年的形象，要求警方以「刑事毁谤」调查处理[7]。
- 前任总检察长莫哈末阿班迪阿里批评自传内容涉嫌侮辱和丑化司法部人士，同时书中泄露了国家重要机密，违反了《1972年官方机密法》和《刑事法典》第203A条文，即禁止泄漏任职期间或行使权力时所取得的资讯。他亦指控湯米違反《刑事法典》第500條文，即誹謗罪，並促请警方展开调查以确保司法公正[8]。
- 巫统主席阿末扎希批评汤米·汤姆斯出版个人自传是企图博宣传，目的是要获得公众的赞美。同时他抨击汤米违反就职总检察长时完成的依法宣誓，即必须保防国家機密。阿末扎希也指汤米書中對513事件的个人观点忽略了国内族群的感受，不僅不负责任，且企图打击敦阿都拉萨之信誉和侮辱了总检察署。他亦稱湯米旨在操纵民众情绪，以煽动人民对巫统和国阵的仇恨和诽谤，并试图削弱人民对政府的信任。阿末扎希促请民众勿受到书籍的影响[9]。
- 巫统总秘书阿末马斯兰指控汤米·汤姆斯的自传扭曲国家历史和贬低总检察署，也批评汤米書中指责敦阿都拉萨为了个人政治利益策划了513事件，具有煽动及恶意企图，可能导致国人憎恨国家领导人，促请警方援引《1948年煽动法令》第3条文、《1972年官方机密法令》第8条文、以及刑事法典第500条文（刑事诽谤）调查此案[10]。
- 首相署法律事务部长达基尤丁·哈山抨击汤米·汤姆斯的自传是对马来西亚法律机构和法律官员的侮辱。他在读过汤米的书籍后表示内容充满了「胡说八道」，特别是在涉及总检察署与全国法庭任职的法律官员的公信力、透明度及公正的问责制方面。达基尤丁斥责汤米在书中质疑某些法律官员的可信度，称后者的主张是毫无根据的[11]。

## 销售反应
该书籍在出版后受到市场热烈追捧，最初出版的2000本在短短上架3天后已经断货。出版社随后宣布将漏夜赶印5000本推出市场，同时网络上也出现盗版电子档。更一度超越美国副总统賀錦麗1月12日推出的自传，登上亚马逊畅销书榜首。
2022年5月，书籍发行中文版本，由策略资讯研究中心出版，于同年6月3日上市，由黄润妹与陈向慧翻译。

## 影响
汤米汤姆斯在书籍发布后，接连受到执政党和司法界的抨擊和指控。前首相纳吉·阿都拉萨于2021年2月2日通过其律师向汤米汤姆斯致信，限定在2月5日之前就书中对他的诽谤内容作出道歉并赔偿1000万令吉。前任总检察长莫哈末阿班迪阿里于2月4日向警方报案，指控汤米汤姆斯在其自传的内容中涉嫌针对他的刑事诽谤，还包含有关国家、内阁讨论和总检察长任命的敏感信息。柔佛警方也接获16宗针对汤米汤姆斯的举报。此外，警方还三度到访文运书坊，带走两部电脑协助调查，但没有带走或充公汤米的个人回忆录。
纳吉也就书中内容对汤米汤姆斯发起法律诉讼。在2021年10月27日向法院提交的诉讼中，纳吉以书中的内容提出诽谤、滥用职权和损害了他的名誉和品格，向汤米汤姆斯索取赔偿，并希望将被视为是诽谤词语和陈述从书中删除。纳吉也要求汤米汤姆斯和出版商文运书坊道歉，并永久禁止发表任何诽谤他的内容。汤米汤姆斯则否认纳吉对他提出的所有指控。
马来西亚政府成立调查委员会，以调查书中的指控，包括对司法机构的指控、揭露政府机密、滥用权力、职业疏忽和煽动性言论。2021年10月9日，时任首相依斯迈沙比里在与内阁讨论后下令成立一支工作组，以调查汤米汤姆斯的煽动性和其他几项具有争议的回忆录内容引起的罪行。2022年10月13日，马来西亚内阁同意解密及公布调查报告，随后将厚达225页的报告上传至首相署法律事务组官网。该调查报告也应用在2022年马来西亚大选作为政治宣传。2023年1月，安华·依布拉欣担任新任首相和成立新内阁后，其掌管法律及制度改革事务的首相署部长阿莎丽娜倡议成立皇家调查委员会，以全面研究书中的内容和调查委员会提出的检控建议。
2022年10月27日，汤米托马斯入禀法院对调查工作组和政府提起法律诉讼。他指控由8名成员组成的工作组并不是由任何法律赋权的机构所任命的，而该工作组发表的报告损害了他的宪法权利。